# Moritz Wolff (Ruderer)
Moritz Wolff (* 18. Januar 2000) ist ein deutscher Ruderer.

## Sportliche Karriere
Moritz Wolff rudert für den Berliner Ruder-Club.
Wolff gewann bei den Junioren-Weltmeisterschaften 2017 die Silbermedaille im Einer, 2018 erreichte er erneut das A-Finale, musste aber im Finale aufgeben. Bei den U23-Weltmeisterschaften 2019 wurde er Zweiter im Doppelvierer. 2021 erruderte er die Silbermedaille im Doppelzweier.
Im Erwachsenenbereich trat Wolff 2022 zusammen mit Max Appel im Doppelzweier an. 2023 wurden Anton Finger, Moritz Wolff, Max Appel und Tim Ole Naske bei den Europameisterschaften in Bled Achte im Doppelvierer. Bei den Weltmeisterschaften in Belgrad erreichte der Doppelvierer mit der gleichen Crew den sechsten Platz und damit die Olympiaqualifikation für 2024. Im Olympiajahr trat der deutsche Doppelvierer in den drei Regatten des Ruder-Weltcups in drei verschiedenen Besetzungen an, wobei nur Finger und Appel immer dabei waren. Am 26. Juni 2024 wurden Appel, Finger, Naske, Julius Rommelmann und Wolff für die Olympischen Spiele nominiert, wobei erst später bekannt gegeben werden sollte, wer als Ersatzmann fungiert. Bei den Olympischen Spielen 2024 in Paris trat der Doppelvierer dann in der Besetzung des Vorjahres an und überquerte die Ziellinie als fünftes Boot.

## Berufsweg
Seit September 2019 ist Moritz Wolff Angehöriger der Spitzensportförderung der Bundespolizei. Der Polizeikommissar absolvierte in der Bundespolizeisportschule Kienbaum eine Ausbildung zum Polizeivollzugsbeamten.